# Utricularia tenella
Utricularia tenella — вид рослин із родини пухирникових (Lentibulariaceae).

## Біоморфологічна характеристика
Наземна однорічна трав'яниста рослина висотою 1–15 см. Часточок чашечки 4. Віночок ≈ 4 мм завширшки, шпора залозиста. Квітки рожеві, з серпня по листопад.

## Середовище проживання
Цей вид є ендеміком південної Австралії, де він зустрічається від Західної Австралії до Вікторії.
Цей вид зустрічається на околицях боліт, озер, сезонно вологих пустищах, гранітних фартухах і сезонно затоплених западинах.

## Використання
Цей вид культивується невеликою кількістю ентузіастів роду, комерційна торгівля незначна.